# Werner Koch (Sachverständiger)

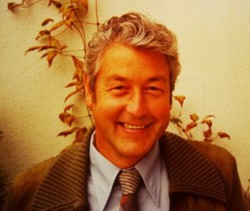
Werner Koch

Werner Koch (* 23. April 1927 in Stuttgart; † 28. April 1993 ebenda) war ein deutscher Sachverständiger und insbesondere Wertermittlungsexperte für Bäume, Sträucher und Dauerkulturen.

## Leben
Werner Koch war zunächst von 1953 bis 1971 beim Liegenschaftsamt der Stadtverwaltung Stuttgart für den Bereich Grunderwerb tätig. Anschließend wurde er freischaffender, öffentlich bestellter und vereidigter Sachverständiger für gartenbauliche Wertermittlung und Entschädigung sowie für Flurschäden. Seit 1974 bis zu seinem Tod war er Lehrbeauftragter an der Hochschule für Wirtschaft und Umwelt Nürtingen-Geislingen.
Koch entwickelte ein modifiziertes Sachwertverfahren, vom Bundesgerichtshof „Methode Koch“ genannt, das die Wertermittlung von Bäumen, Sträuchern, Hecken usw. beim Schadenersatz und bei der Entschädigung ermöglicht. Es wurde in die Städtetagsrichtlinien aufgenommen. Die Methode Koch ist seit BGH-Urteil vom 13. Mai 1975 – Kastanienbaumurteil – Az. VI ZR 85/74 so genannter Stand der Technik. Weiter wurde die Methode Koch bestätigt durch BGH-Urteil vom 25. Januar 2013 – V ZR 222/12 mit folgendem Leitsatz: „Auch wenn ein Gehölz oder ein Baum nicht zerstört, sondern nur beschädigt wird (hier: Thujenabpflanzung), kann die dadurch entstandene Wertminderung des Grundstücks im Grundsatz nach der „Methode Koch“ berechnet werden. Die Vorschriften der Immobilienwertermittlungsverordnung vom 19. Mai 2010 stehen dem nicht entgegen.“
Zahlreiche Oberlandesgerichte, Landgerichte und Amtsgerichte haben die Methode Koch durch Urteile bestätigt. Dies ist den zahlreichen Rechtsprechungsübersichten der juristischen Zeitschrift Versicherungsrecht zu entnehmen, sowie auch den „Aktualisierten Gehölzwerttabellen“.
Werner Koch hat die Gehölzseminare gegründet. Unter seiner Leitung wurden sie in Bonn-Bad Godesberg und Leipzig durchgeführt. Auf diesen Seminaren wurde Sachverständigen und Mitarbeitern von Behörden des In- und Auslandes die „Methode Koch“ und Verfahren zur Beurteilung von Standsicherheit von Bäumen, nähergebracht.
Er war Obmann der Arbeitsgemeinschaft Sachverständige Gartenbau–Landschaftsbau–Sportplatzbau e. V. (AGS) und Vorsitzender des Förderkreis Sachverständigen-Kuratorium (SVK).
Koch war ein Naturphilosoph und eine ganzheitlich denkende Führungspersönlichkeit. Werner Koch hat zahlreiche Fachaufsätze in gartenfachlichen, ökonomischen und juristischen Fachzeitschriften veröffentlicht.
Koch war seit dem 27. Juli 1973 mit Erika Doris geb. Bertsch verheiratet. Die Eheschließung fand in Stuttgart-Möhringen statt. Werner Koch starb am 28. April 1993 um 13:52 Uhr im Bürgerhospital in der Tunzhofer Straße 14–16 in Stuttgart im Alter von 66 Jahren. Er wohnte zuletzt in der Fasanenhofstraße 94a im Stadtteil Fasanenhof in Stuttgart. Er war neuapostolischer Konfession.

## Methode Koch
Die Methode Koch eignet sich für die Wertermittlung von Schutz- und Gestaltungsgrün in den Bereichen Schadenersatz und Entschädigung. Die Methode Koch ermittelt den Sachwert des Grüns, auf der Grundlage von Normalherstellkosten nach gegenwärtigen Preisverhältnissen. Wie pflanzt man üblicherweise wo? Teilherstellung zuzüglich weiterer Herstellungskosten einschließlich der Zinskosten (Wertersatz). Bei Teilschäden: Substanzverlust plus Kosten und Folgekosten der Verletzung.

### Anwendbarkeit Methode Koch
|                    | Schadenersatz                                                 | Entschädigung                                                                                                  |
| ------------------ | ------------------------------------------------------------- | --- |
| Anspruchsgrundlage | Unerlaubte Handlung, Vertragsverletzung, § 249 BGB, § 251 BGB | Enteignung, enteignungsgleicher Eingriff. Zahlreiche Gesetze von Bund und Ländern, z. B. Baugesetzbuch (BauGB) |

## Nachpflanzfall
Werner Koch entwickelte ebenfalls für die Entschädigung von Dauerkulturen (Reben, Obstgehölze usw.) die „Methode Nachpflanzfall“. Die Berechnung basiert auf einer Erlös – Kosten – Änderung und ermittelt den Wert einer Dauerkultur.

## Auszeichnungen
- 1980 Träger des Justus-von-Liebig-Preises der Alfred Toepfer Stiftung F.V.S. zu Hamburg (Verleihung durch die Agrarwissenschaftliche Fakultät der Christian-Albrechts-Universität Kiel)
- 1985 Bundesverdienstkreuz am Bande

## Schriften
- Wertabschätzung und Entschädigung im Gartenbau, einschließlich Haus- und Kleingärten sowie Obst- und Weinbau. Verlag Eugen Ulmer, Stuttgart 1967
- Verkehrs- und Schadenersatzwerte von Bäumen, Sträuchern, Hecken, Obstgehölzen und Reben nach dem Sachwertverfahren. Verlag Pflug und Feder, Bonn 1978
- Richtlinien für die Ermittlung von Entschädigungen in Kleingärten. 1980
- Standardliteratur der Wertermittlung: Aktualisierte Gehölzwerttabellen. Bäume und Sträucher als Grundstücksbestandteile an Straßen, in Parks und Gärten sowie in der freien Landschaft, einschließlich Obstgehölze. 3. Aufl. von Hötzel/Hund, Verlag Versicherungswirtschaft, Karlsruhe 2001, ISBN 3-88487-897-2